# Мужиків (струмок)
Мужиків — струмок (річка) в Україні у Свалявському районі Закарпатської області. Ліва притока річки Боржави (басейн Дунаю).

## Опис
Довжина струмка приблизно 5,42 км, найкоротша відстань між витоком і гирлом — 5,20  км, коефіцієнт звивистості річки — 1,04 . Формується багатьма гірськими струмками.

## Розташування
Бере початок на південно-східних схилах гори Перелісок (903,6 м). Тече переважно на південний захід між горами Сернавець (865,3 м) та Кобилою (771,2 м) і у селі Березники впадає у річку Боржаву, праву притоку річки Тиси.